# Alice Brueggemann
Alice Esther Brueggemann (née le 10 mars 1917 à Porto Alegre et morte le 22 février 2001) est une peintre, dessinatrice et institutrice brésilienne. Elle pratique une peinture figurative et expressionniste, principalement liée à la figure et au portrait.
Elle obtient son diplôme en 1944 à l'Institut des Arts de l'Université Fédérale de Rio Grande do Sul et, depuis les années 1950, est une présence constante dans les salles et expositions de la capitale du Rio Grande do Sul, commençant sa carrière à une époque où l'activité artistique féminine est discréditée, étant l'une des premières femmes brésiliennes à se qualifier en tant qu'« artiste professionnelle ».
Elle étudie la peinture avec Ado Malagoli, le dessin et le collage avec Luiz Solari et la sérigraphie avec Júlio Plaza  . A deux reprises, elle est la présidente d'associations d'artistes: l'Association Riograndense des Beaux-Arts Francisco Lisboa, en 1964, et l'Association culturelle des anciens élèves de l'Institut des Arts, en 1986. 
Elle fait partie d'une génération pionnière de femmes qui sont les premières à devenir des professionnelles des arts à Rio Grande do Sul. Pendant plus de 40 ans, elle tient un studio avec l'une d'eux, son amie Alice Soares. Le partenariat des deux artistes a abouti au surnom de « les deux Alice »,.